# Подјезична кост
Подјезична кост (лат. os hyoideum) је непарна кост лица, која се налази у предњој површинској мускулатури врата, односно испод доње вилице и изнад грудне кости. Не зглобљава се са другим костима, већ је помоћу влакнастих веза спојена са стилоидним наставком слепочне кости и тироидном хрскавицом гркљана. Подјезична кост има облик потковице и на њој се описују тело и два пара наставака.

## Тело
Тело (лат. corpus) подјезичне кости има две стране (предњу и задњу), две ивице (горњу и доњу) и два краја (десни и леви).
Предња страна тела је испупчена и помоћу две линије је подељена на четири поља. На њој се припаја гениохиоидни и милохиоидни мишић. Задња страна је глатка и удубљена, а на њој се припаја тирохиоидна опна и тирохиоидни мишићи.
Горња ивица кости је оштра, а доња је дебља и заобљенија.

## Наставци
Наставци подјезичне кости се називају велики и мали рог. Велики рог (лат. cornu majus) је парни наставак, који се пружа хоризонтално уназад и упоље. Својом предњом страном је спојен са телом, а задњи крај му је слободан и заобљен. Мали рог (лат. cornu minus) је такође парни продужетак, који се пружа навише, уназад и упоље.